# Bruno Sulak
Bruno Jean Sulak zvani Yugo (Sidi Bel Abbes, Alžir, 6. studenog 1955. – Pariz, Francuska, 29. ožujka 1985.) bio je bivši pripadnik Legije stranaca i razbojnik od kraja 1970-ih do sredine 1980-ih, kojega su tadašnji mediji zbog načina izvršenja oružanih razbojništva draguljarnica Cartiera u Francuskoj prozvali razbojnikom gentlemanom i usporedbi s fiktivnim likom Arsènom Lupinom.

## Djetinjstvo i mladost
Bruno Jean Sulak rođen je u Sidi Bel Abbes 6. studenoga 1955., u obitelji francuskih doseljenika u Alžiru, tzv. crnih nogu. Otac mu je bio bivši pripadnik francuske Legije stranaca koji je nakon sudjelovanja u ratu u Indokini ostao invalid, a majka Francuskinja. Djed po ocu mu je bio poljskog porijekla, dok mu je baka po ocu bila ruskog porijekla. Zbog slavenskog porijekla i druženja u krugovima jugoslavenskog kriminalnog miljea u Parizu, Sulaka su čestoput u francuskim medijima često pogrešno označavali kao Jugoslavena, zbog čega mu je i dodijeljen nadimak "Yugo". Tijekom 1957. uslijed alžirskog rata za nezavisnost od francuske kolonijalne uprave, Sulakova se obitelji preselila na jug Francuske, u Marseilles, gdje je ovaj stekao osnovnoškolsko i srednjoškolsko obrazovanje.

## Karijera u francuskoj Legiji stranaca
Tijekom 1977. Sulak se po uzoru na svojeg oca, i zbog avanturizma, odlučio pridružiti francuskoj Legiji stranaca, da bi u svibnju 1978., tijekom vojnih priprema  na Korzici za potrebe vođenja invazije u sklopu združene francusko - belgijske operacije Shaba II u Zairu, Sulak odlučio dezertirati iz Legije stranaca te je zbog toga za njime oglašena tjeralica.

## Kriminalna karijera
Nakon bijega iz Legije stranaca Sulak se izdržavao od plijena iz oružanih pljački, te se u svakodnevnim aktivnostima koristio krivotvorenim osobnim dokumentima koje je nabavljao na crnom tržištu iz kruga jugoslavenskih kriminalaca u Francuskoj koji su surađivali s jugoslavenskim službama, SID-om i Udbom. U međuvremenu se Sulak i oženio, dana 24. veljače 1979., te je tom prilikom koristio svoj pravi identitet i dokumente, da bi ga već 28. veljače 1979. na osnovu tjeralice raspisane za njim zbog dezerterstva iz Legije stranaca uhitila francuska policija, te je tom prigodom prilikom rutinske pretrage njegova osobnog automobila pronađena veća količina novca i vrijednosnih papira (čekova), kao i oružje kojim su bila počinjena razbojništva, te mu je bio određen pritvor. Tijekom boravka u pritvoru, 24. lipnja 1980. Sulak se odlučio na bijeg iz zatvora u Albi, te se u kolovozu 1980. vraća kako bi pomogao u bijegu Jeanu Louisu Segretu, a iduće, 1981., Sulak stječe dozvolu za upravljanje helihopterom.

### Jugoslavensko podzemlje u Parizu
Sulak se kretao u krugovima jugoslavenskog kriminalnog miljea u Parizu i na Azurnoj obali, te je bilo poznato njegovo prijateljstvo s Dragišom Jovanovićem (1955. – 1984.), bivšim pripadnikom Legije stranaca, boksačkim prvakom u teškoj kategoriji i tjelohraniteljem Jeana Paula Belmonda, koji je bio dijete jugoslavenskih doseljenika iz porijeklom SR Srbije, tada u sastavu socijalističke Jugoslavije. S druge strane, u to se vrijeme u europskim metropolama razbojničkim krađama po bankama i draguljarnicama bavio i Željko Ražnatović zvani Arkan, također jedan od jugoslavenskih kriminalaca, koji se kretao među ostalim i u Francuskoj. Samog Sulaka su francuski mediji često pogrešno proglašavali Jugoslavenom, iako je bio poljskog porijekla, ali se često i lažno predstavljao koristeći jugoslavenske putovnice kao i kretanje u krugovima jugoslavenskog kriminalnog miljea. Dana 25. siječnja 1982. Sulak je s grupom razbojnika uhićen prilikom pokušaja razbojstva draguljarnice u Parizu, te su 21. srpnja 1982. na sudu u Montgelliveru, Bruno Sulak, Thalie i Dragan Rančić osuđeni na zatvorsku kaznu, Sulak i Rančić na tri godine zatvora, dok je Thalie dobila godinu i šest mjeseci zatvora.
U međuvremenu je protiv Sulaka vođen i kazneni postupak zbog krivotvorenja čekova, te je tijekom vođenja iz zatvora na saslušavanje sudsku raspravu skoristio nesmotrenost čuvara i pobjegao im iz zatvora La Sante Prison u Parizu, gdje je nekad bio smješten i Jacques Mesrine.
Nakon što je ipak bio pronađen i uhvaćen, ovog puta Sulaka su prepratili vlakom pod naoružanom pratnjom petorice policajaca, da bi na njih u vlaku na pruzi Perpignan – Lyon prepad izvela dva naoružana napadača te su oslobodili Sulaka koji se ponovno našao u bijegu. Naime, tom su prilikom napadači koristili oružje MAC model 1950 koje je kasnije pronađeno u ukradenom automobilu marke BMW koji su koristili Mare Mill i Anthony Delon, sin glumca Alaina Delona.
Sulak je bio okrivljen za razbojništva draguljarnice Van Gold u Rue de Caumartin, u 9. arondismanu u Parizu, zatim draguljarnicu Cartiera u Avenue Montaigne u 8. arondismanu u Parizu, kada je ukradeni plijen procijenjen na oko 1 000 000 USD (3 850 000 USD u 2024.), a jedne od najpoznatijih oružanih razbojništava Sulak je počinio s Jovanovićem, u kolovozu 1983. godine, u draguljarnici Cartiera smještenoj na promenadi Promenade de la Croisette u Cannesu gdje se inače nalaze luksuzne trgovine, kojom su prilikom ušli u sportskoj odjeći noseći teniske torbe. Ukradeni je plijen procijenjen na oko 6 500 000 USD (25 000 000 USD u 2024.).
Modalitet izvršenja kaznenih djela Sulaka i Jovanovića bio je da pod prijetnjom lakog pješačkog naoružanja zaposlenicima draguljarnica stave lisice na ruke, dok bi pokupili i odnijeli dragocjenosti te bi potom uzeli i filmsku vrpcu sa sigurnosnih kamera i pobjegli bi pješice. Tom je prilikom, komentirajući razbojništvo u jednoj od svojih poslovnica u Cannesu, iz kolovoza 1982., Alain Dominique Perrin, izvršni direktor Cartiera, izjavio kako su Sulakove razbojničke krađe u široj javnosti dovele Cartierovo ime na naslovnice svih medija.
Policijski inspektor Georges Moreas (1938.) bio je zadužen za Sulaka koji je u međuvremenu oglašen za francuskog državnog neprijatelja broj jedan.

### Uhićenje
U svojem posljednjem razbojstvu u Thionvilleu, Sulak je promijenio modalitet radnji te je uzeo taoce i policiji je prijetio ručnom bombom. Tada skupa s Jovanovićem bježi u Brazil, da bi se nakon nekoliko mjeseci provedenih u Brazilu ipak vratio u Europu, te je 9. veljače 1984. godine uhićen na graničnom prijelazu između Španjolske i Francuske zbog ukradenog vozila marke BMW i krivotvorenih putnih isprava na ime švedskog novinara jugoslavenskog porijekla Radiše Savića. Sproveden je u zatvor u Bajoni, potom u Gradignan u blizini Bordeauxa.
Tom je prilikom Jovanović u ožujku 1984. isplanirao Sulakov bijeg iz zatvora uz pomoć helihoptera, kojeg je Jovanović trebao zakupiti u obližnjoj zračnoj luci, ali je za plan doznala policija, te u spriječavanju Jovanovića u ostvarivanju kriminalnog plana na tamošnjem aerodromu izbila pucnjava u kojoj je ovaj od zadobivenih ozlijeda smrtno stradao.

## Kraj kriminalne karijere i smrt
Dana 21. ožujka 1984. Sulak je na sudu u Tarnu osuđen na devet godina zatvora zbog razbojništva iz 1978. godine u Albiju.
Zatvorsku je kaznu Sulak služio u kaznionici Fleury Mergis, smještenoj u južnom dijelu Pariza, odakle je u noći 17. na 18. ožujka 1985. izveo neuspjeli pokušaj bijega. Sulak se uz pomoć pomagača sakrio u ormar u upravnom dijelu zatvorske zgrade, te kada su tijekom noćnog obilaska zatvorski čuvari primijetili neobične šumove koji su dopirali iz ormara, u tom je trenutku Sulak iskočio te se pokušao domoći slobode skačući pritom s trećeg kata zatvorske zgrade. Sulak je pao na betonsku ploču s visine od otprilike osam metara, uslijed kojeg pada je zadobio višestruke prijelome, od kojih je ozljeda preminuo u bolnici Pitie Salpetriere u Parizu, dana 29. ožujka 1985. godine.
U međuvremenu, odmah nakon Sulakovog neuspješnog pokušaja bijega, uprava kaznionice naredila je pretragu njegove ćelije, u kojoj je pronađena veća količina eksploziva privezanog na prozorski okvir te jedan voki - toki uređaj. Nakon istrage je ustanovljeno kako je Sulak uz pomoć pomagača planirao eksplozivom raznijeti prozorsko okno, te u tom metežu dok bi čuvari pomislili da je pobjegao kroz prozor, on se namjeravao išetati iz upravne zgrade.
Pokopan je na pariškom groblju Thiais, 2 travnja 1985. godine.

## Zanimljivosti
Njegova bivša supruga Pauline Sulak, izdala je 1986. godine biografsku knjigu Bruno Sulak, u izdanju nakladničke kuće Carrere, u Parizu.